# Genlis
Genlis és un municipi francès, situat al departament de la Costa d'Or i a la regió de Borgonya - Franc Comtat. L'any 2007 tenia 5.484 habitants.

## Demografia

### Població
El 2007 la població de fet de Genlis era de 5.484 persones. Hi havia 2.230 famílies, de les quals 646 eren unipersonals (273 homes vivint sols i 373 dones vivint soles), 567 parelles sense fills, 750 parelles amb fills i 267 famílies monoparentals amb fills.
La població ha evolucionat segons el següent gràfic:
Habitants censats

### Habitatges
El 2007 hi havia 2.344 habitatges, 2.260 eren l'habitatge principal de la família, 13 eren segones residències i 71 estaven desocupats. 1.405 eren cases i 847 eren apartaments. Dels 2.260 habitatges principals, 1.237 estaven ocupats pels seus propietaris, 979 estaven llogats i ocupats pels llogaters i 44 estaven cedits a títol gratuït; 128 tenien una cambra, 203 en tenien dues, 403 en tenien tres, 618 en tenien quatre i 908 en tenien cinc o més. 1.354 habitatges disposaven pel capbaix d'una plaça de pàrquing. A 1.083 habitatges hi havia un automòbil i a 833 n'hi havia dos o més.

### Piràmide de població
La piràmide de població per edats i sexe el 2009 era:
| Homes | Edats   | Dones |
| ----- | ------- | ----- |
| 4     | 95 o +  | 6     |
| 4     | 90 a 94 | 31    |
| 14    | 85 a 89 | 52    |
| 21    | 80 a 84 | 63    |
| 55    | 75 a 79 | 70    |
| 96    | 70 a 74 | 95    |
| 88    | 65 a 69 | 127   |
| 87    | 60 a 64 | 100   |
| 78    | 55 a 59 | 72    |
| 172   | 50 a 54 | 155   |
| 163   | 45 a 49 | 199   |
| 228   | 40 a 44 | 234   |
| 253   | 35 a 39 | 230   |
| 151   | 30 a 34 | 196   |
| 171   | 25 a 29 | 168   |
| 165   | 20 a 24 | 159   |
| 242   | 15 a 19 | 187   |
| 242   | 10 a 14 | 216   |
| 228   | 5 a 9   | 189   |
| 145   | 0 a 4   | 173   |

## Economia
El 2007 la població en edat de treballar era de 3.630 persones, 2.703 eren actives i 927 eren inactives. De les 2.703 persones actives 2.422 estaven ocupades (1.323 homes i 1.099 dones) i 281 estaven aturades (107 homes i 174 dones). De les 927 persones inactives 277 estaven jubilades, 368 estaven estudiant i 282 estaven classificades com a «altres inactius».

### Ingressos
El 2009 a Genlis hi havia 2.320 unitats fiscals que integraven 5.642,5 persones, la mediana anual d'ingressos fiscals per persona era de 17.591 €.

### Activitats econòmiques
Dels 230 establiments que hi havia el 2007, 6 eren d'empreses extractives, 4 d'empreses alimentàries, 9 d'empreses de fabricació de material elèctric, 16 d'empreses de fabricació d'altres productes industrials, 29 d'empreses de construcció, 48 d'empreses de comerç i reparació d'automòbils, 13 d'empreses de transport, 9 d'empreses d'hostatgeria i restauració, 1 d'una empresa d'informació i comunicació, 15 d'empreses financeres, 3 d'empreses immobiliàries, 24 d'empreses de serveis, 36 d'entitats de l'administració pública i 17 d'empreses classificades com a «altres activitats de serveis».
Dels 65 establiments de servei als particulars que hi havia el 2009, 1 era una oficina d'administració d'Hisenda pública, 1 gendarmeria, 1 oficina de correu, 5 oficines bancàries, 1 funerària, 8 tallers de reparació d'automòbils i de material agrícola, 2 tallers d'inspecció tècnica de vehicles, 3 autoescoles, 2 paletes, 7 guixaires pintors, 6 fusteries, 8 lampisteries, 3 electricistes, 7 perruqueries, 2 veterinaris, 4 restaurants, 1 agència immobiliària, 2 tintoreries i 1 saló de bellesa.
Dels 16 establiments comercials que hi havia el 2009, 2 eren supermercats, 1 un supermercat, 1 una gran superfície de material de bricolatge, 4 fleques, 1 una fleca, 1 una peixateria, 1 una botiga de mobles, 1 una botiga de material de revestiment de parets i terra, 1 una perfumeria i 3 floristeries.
L'any 2000 a Genlis hi havia 13 explotacions agrícoles.

## Equipaments sanitaris i escolars
El 2009 hi havia 1 psiquiàtric, 3 farmàcies i 1 ambulància.
El 2009 hi havia 2 escoles maternals i 2 escoles elementals. Genlis disposava d'un col·legi d'educació secundària amb 735 alumnes.

## Poblacions més properes
El següent diagrama mostra les poblacions més properes.